# Sir Thomas Lipton Trophy

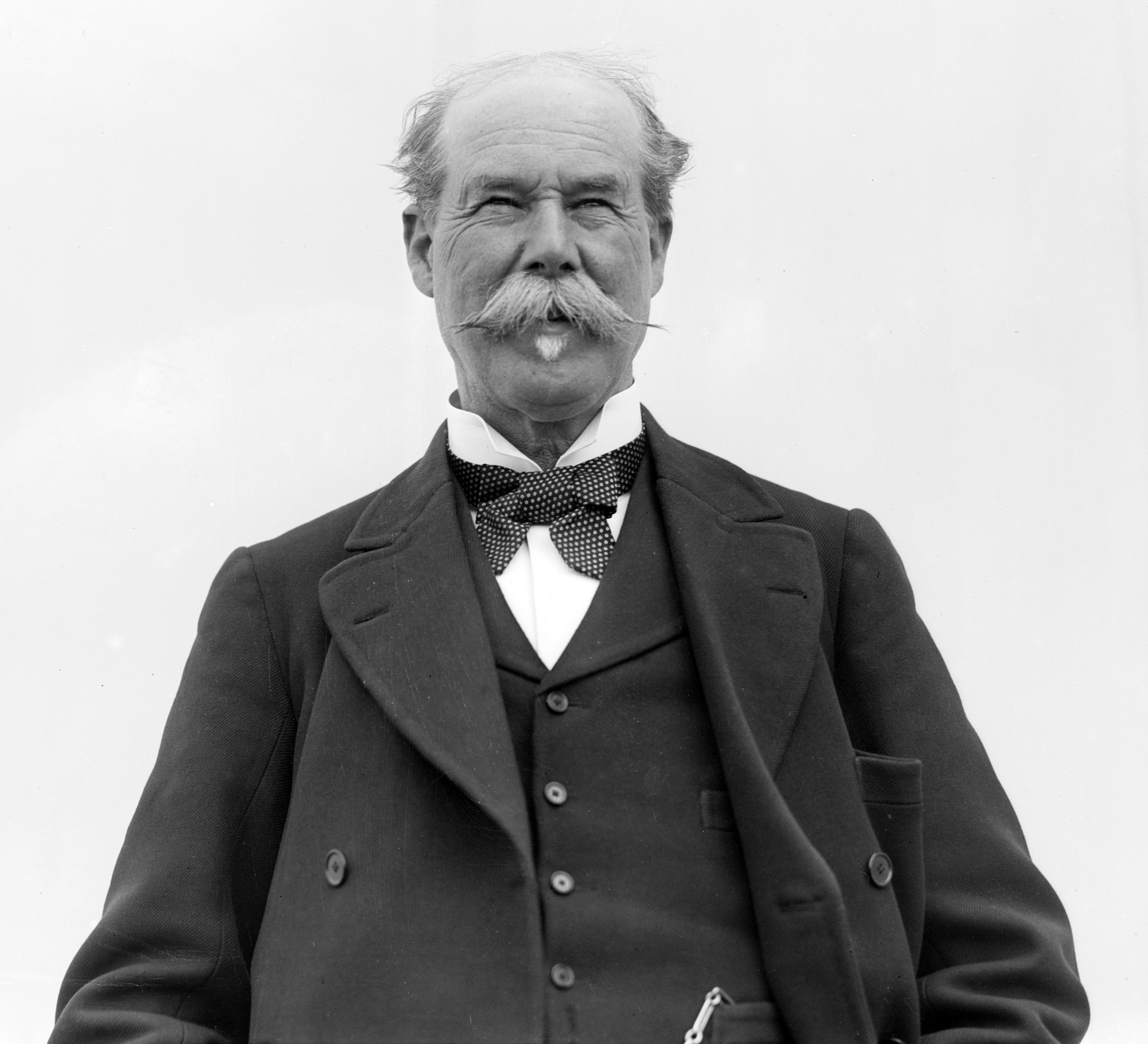
Sir Thomas Johnstone Lipton, Stifter des Turnieres

Die Sir Thomas Lipton Trophy war eines der ersten internationalen Fußballturniere der Welt, das zweimal in Turin, 1909 und 1911, stattgefunden hat. Die Trophy wurde vom schottischen Industriellen Sir Thomas Johnstone Lipton gestiftet und nach ihm benannt. Der Turniermodus besagte, dass die Mannschaft, die als erste zwei Austragungen des Turniers hintereinander gewinnen würde, den „Weltcup“ gewinnen würde. Da West Auckland Town beide Austragungen des Turnieres gewann, durfte der Club damit die Trophy dauerhaft in Besitz nehmen. Die Geschichte des zweimaligen Pokalgewinns wurde im 1982 erschienenen britischen Fernsehfilm The World Cup: A Captain’s Tale verfilmt. Das Turnier wird manchmal fälschlicherweise als der „erste Fußballweltcup“ bezeichnet. Das Turnier ist der Nachfolger des 1908 stattgefundenen Torneo Internazionale Stampa Sportiva, das wohl als das erste internationale Fussballclubturnier angesehen werden darf, obwohl es nie annähernd den Bekanntheitsgrad dieses Turniers erreicht hat.

## Überblick

Logo von West Auckland Town, der den Pokal im Logo führt

Teilnehmer des Turnieres wurden von den nationalen Verbänden der Schweiz, Deutschland und den lokalen Stadtklubs aus Italien gestellt. Die The Football Association aus England hat eine Einladung zur Teilnahme jedoch abgelehnt. Da Lipton jedoch nicht ohne ein britisches Team das Turnier starten wollte, fragte er West Auckland Town, ein Amateurteam aus der County Durham das seit 1908 in der Northern Football League spielte und vorwiegend aus Kohlenminenarbeitern bestand.
Es gibt zwei Theorien, warum Lipton genau auf West Auckland als Turnierteilnehmer kam: Die eine, die in der Stadt selber populär ist, besagt, dass Lipton Woolwich Arsenal als Teilnehmer wollte, jedoch seine Sekretärin die Anweisung „W.A.“ zu kontaktieren als Abkürzung für West Auckland interpretiert hat. Diese Erklärung ist jedoch eher unwahrscheinlich, da Arsenal zu dieser Zeit erst in die zweithöchste Liga Englands aufgestiegen war und lange noch nicht so bekannt war wie heute und es ist auch keine Verbindung zwischen Lipton und Woolwich Arsenal bekannt. Die wahrscheinlichere Theorie besagt, dass ein Angestellter von Lipton zu dieser Zeit Kontakte zur Northern League unterhalten habe und dort gefragt hat, wer an dem Turnier teilnehmen wolle. Die Originaltrophäe, die West Auckland nach dem zweiten Sieg 1911 für immer bekam, wurde im Januar 1994 gestohlen, nachdem jahrelang im Vereinslokal des „Working Men's Club“ von West Auckland ausgestellt wurde. Nun befindet sich ein besser abgesichertes Replikat der Trophäe an der Stelle. Die Trophäe führt West Auckland bis heute in seinem Vereinslogo.

## Austragung 1909

### Teilnehmer
- Torino XI (wurde mehrheitlich aus Spielern von Juventus und dem FC Torino, den beiden Großklubs des Austragungsorts, geformt)
- Stuttgarter Sportfreunde
- West Auckland Town (inoffizieller Vertreter, siehe oben)
- FC Winterthur (Schweizer Meister 1908)

### Turnier

#### Halbfinals
| Datum     |                          | Ergebnis | !Tore                                                                           |
| --------- | ------------------------ | -------- | ------------------------------------------------------------------------------- |
| 11.4.1909 | Stuttgarter Sportfreunde | 0:2      | West Auckland Town \|\|0:1 Whittington (10.), 0:2 Dickinson (88., Penalty)      |
| 11.4.1909 | Torino XI                | 1:2      | FC Winterthur \|\|1:0 F. Berardo (13.), 1:1 Lang (25.), 1:2 Lang (55., Penalty) |

#### Spiel um Platz 3
| Datum     |           | Ergebnis | !Tore                                                                                 |
| --------- | --------- | -------- | ------------------------------------------------------------------------------------- |
| 12.4.1909 | Torino XI | 2:1      | Stuttgarter Sportfreunde \|\|0:1 Kipp (15.), 1:1 Debernardi (35.), 2:1 Zuffi II (75.) |

#### Final
| Datum     |               | Ergebnis | !Tore                                                                |
| --------- | ------------- | -------- | -------------------------------------------------------------------- |
| 12.4.1909 | FC Winterthur | 0:2      | West Auckland Town \|\|0:1 R. Jones (6., Penalty), 0:2 R. Jones (8.) |

## Austragung 1911

### Teilnehmer
- Juventus Turin
- West Auckland Town (Titelverteidiger; inoffizieller Vertreter, siehe oben)
- FC Zürich (Vizemeister 1911)[3]
- FC Torino

### Turnier

#### Halbfinals
| Datum     |           | Ergebnis |                    |
| --------- | --------- | -------- | ------------------ |
| unbekannt | FC Zürich | 0:2      | West Auckland Town |
| unbekannt | Juventus  | ?:?      | FC Torino          |

#### Spiel um Platz 3
| Datum     |           | Ergebnis |           |
| --------- | --------- | -------- | --------- |
| unbekannt | FC Torino | 2:1      | FC Zürich |

#### Final
| Datum     |          | Ergebnis |                    |
| --------- | -------- | -------- | ------------------ |
| 17.4.1911 | Juventus | 1:6      | West Auckland Town |

## Filme
- 1982: The World Cup: A Captain's Tale. Großbritannien 1982. (englischer Fernsehfilm von ITV)